# Flesh Coffin
 (juillet 2024).
La mise en forme du texte ne suit pas les recommandations de Wikipédia : il faut le « wikifier ».
Les points d'amélioration suivants sont les cas les plus fréquents. Le détail des points à revoir est peut-être précisé sur la page de discussion.
- Les titres sont pré-formatés par le logiciel. Ils ne sont ni en capitales, ni en gras.
- Le texte ne doit pas être écrit en capitales (les noms de famille non plus), ni en gras, ni en italique, ni en « petit »…
- Le gras n'est utilisé que pour surligner le titre de l'article dans l'introduction, une seule fois.
- L'italique est rarement utilisé : mots en langue étrangère, titres d'œuvres, noms de bateaux, etc.
- Les citations ne sont pas en italique mais en corps de texte normal. Elles sont entourées par des guillemets français : « et ».
- Les listes à puces sont à éviter, des paragraphes rédigés étant largement préférés. Les tableaux sont à réserver à la présentation de données structurées (résultats, etc.).
- Les appels de note de bas de page (petits chiffres en exposant, introduits par l'outil «  Source ») sont à placer entre la fin de phrase et le point final[comme ça].
- Les liens internes (vers d'autres articles de Wikipédia) sont à choisir avec parcimonie. Créez des liens vers des articles approfondissant le sujet. Les termes génériques sans rapport avec le sujet sont à éviter, ainsi que les répétitions de liens vers un même terme.
- Les liens externes sont à placer uniquement dans une section « Liens externes », à la fin de l'article. Ces liens sont à choisir avec parcimonie suivant les règles définies. Si un lien sert de source à l'article, son insertion dans le texte est à faire par les notes de bas de page.
- La présentation des références doit suivre les conventions bibliographiques. Il est recommandé d'utiliser les modèles {{Ouvrage}}, {{Chapitre}}, {{Article}}, {{Lien web}} et/ou {{Bibliographie}}. Le mode d'édition visuel peut mettre en forme automatiquement les références.
- Insérer une infobox (cadre d'informations à droite) n'est pas obligatoire pour parachever la mise en page.

Pour une aide détaillée, merci de consulter Aide:Wikification.
Si vous pensez que ces points ont été résolus, vous pouvez retirer ce bandeau et améliorer la mise en forme d'un autre article.
Albums de Lorna Shore
Psalms Immortal
Flesh Coffin est le deuxième album studio du groupe de deathcore américain Lorna Shore. Il est sorti le 17 février 2017 via Outerloop Records, leur seul album sorti sous ce label. L'album a été autoproduit par le groupe avec Carson Slovak et Grant McFarland. C'est le dernier album avec le bassiste fondateur Gary Herrera, le chanteur Tom Barber et le guitariste rythmique Connor Deffley.

## Réception critique
L'album a reçu des critiques majoritairement positives. Joe Smith-Engelhardt d'Exclaim! lui a donné un 6 sur 10 et a déclaré : « Dans l'ensemble, Flesh Coffin a un son très dynamique, mais il est légèrement entaché par un surplus de remplissage. Les moments où le groupe montre sa vaste palette de talents sont constamment éclipsés par un interminable flou final d'agressivité qui laisse l'auditeur se demander où commence et où se termine chaque chanson. »  New Noise en a fait une critique positive : « Il ne fait aucun doute que le deuxième disque de Lorna Shore restera l'un des meilleurs albums de deathcore de ces dernières années. Leur style évoque le deathcore noirci de Carnifex, en beaucoup plus technique et mélodique. C'est impressionnant à quel point un disque aussi sombre peut être accrocheur. Lorna Shore doit être félicitée pour sa capacité à se ressaisir et à s'améliorer. Espérons avoir quelque chose d'encore mieux d'ici quelques années, même si Flesh Coffin est plutôt excellent. »
New Transcendence a fait l'éloge de l'album en disant : « Rares sont les albums de deathcore qui sont aussi magnifiquement nostalgiques que contemporains et complets - mais Flesh Coffin en fait sûrement partie. Avec une vitesse cinglante suffisante pour donner aux accros du deathcore de la vieille école un avant-goût d'une musicalité lourde véritablement infusée de death metal, mais néanmoins d'une lourdeur meurtrière, de bégaiements et de breakdowns suffisamment époustouflants pour donner aux groupes downtempo l'impression d'être dans le top 40 de la pop, Lorna Shore s'est révélée maître de l'intégration métallique dans un deathcore moderne et malveillant. La voix de Barber est au sommet de son art, le reste de l'écriture instrumentale de Lorna Shore étant sans égal. Flesh Coffin est un album de puissance fougueuse et furieuse - un album qui enserrera à coup sûr toutes les oreilles qui le subissent. » 

## Liste des pistes
| 1.    | Offering of Fire        | 5:48 |
| 2.    | Denounce the Light      | 4:39 |
| 3.    | The Astral Wake of Time | 3:55 |
| 4.    | Desolate Veil           | 4:51 |
| 5.    | Fvneral Moon            | 5:00 |
| 6.    | Void                    | 4:15 |
| 7.    | Infernum                | 3:57 |
| 8.    | The//Watcher            | 4:03 |
| 9.    | Black Hollow            | 4:12 |
| 10.   | Flesh Coffin            | 4:54 |
| 45:37 |                         |      |

## Personnel
Crédits adaptés de Discogs,.
Lorna Shore
- Tom Barber – chant
- Adam De Micco – guitare solo
- Connor Deffley – guitare rythmique
- Gary Herrera – basse
- Austin Archey – batterie

Personnel supplémentaire
- Carson Slovak et Grant McFarland – production, mixage
- Lorna Shore – production
- Zakk Cervini – mastering
- Enlighten Creative Studio – logo
- Lance Rowe – mise en page